# Knud Knudsen (fotograf)
 For alternative betydninger, se Knud Knudsen. (Se også artikler, som begynder med Knud Knudsen)
Knud Knudsen (født 3. januar 1832 i Odda i Hordaland, Hardanger ; død 21. maj 1915 i Bergen) var en norsk fotograf, som havde været i lære hos den dansk-norske fotograf Marcus Selmer der i begyndelsen af 1850'erne havde slået sig ned i Bergen.
Knudsen fotograferede i store dele af Norge og opbyggede et stort katalog fra disse rejser.
Han regnes som en af Norges betydeligste landskabsfotografer i 1800-tallet.
Som ledende landskabsfotograf i Norge blev han dog omkring 1885 udfordret af den svenske fotograf Axel Lindahl, der også rejste rundt i landet og fotograferede.
Knudsen ophørte med at fotografere omkring 1900, men fastholdt sin interesse for frugtdyrkning som han havde beskæftiget sig med i sine unge år. Han døde som en formuende mand og etablerede et legat for frugtavlere i sin hjemegn Hardanger, som har en betydelig frugtdyrkning.
| - Fotografier af Knud Knudsen - Parti fra Hardanger. Piger pynter sig ved ankomst til kirken, 1870 - 'Youngstorget' i Oslo, ca. 1875 Tidligere 'Nytorvet' - To personer ved vandkanten, 1876 - Fra fisketorvet i Bergen, 1880'erne - Isfjorden, 1888 Set fra Næs, Romsdalen - Karriol, Nærøydalen, Vestland, ca. 1888-94 - "Paa Kirkefærd", 1894 Dragter fra Sætersdal, Agder (bunad, no) - Parti af en markedsplads i Stokmarknes (no), Hadsel i Nordland, 1875-76. - Høslæt, Sjøholt i Sunnmøre. 1888-94 |